# Casa de Ferro
Casa de Ferro (z port. Dom z żelaza) – rezydencja z żelaza znajdująca się w Maputo. Prefabrykowana w Europie i przeniesiona do Maputo. Budynek na zbudowany na rzucie prostokąta. Składa się z trzech kondygnacji. Posiada dach dwuspadowy pokryty dachówką. Na pierwsze piętro można dostać się zewnętrzną klatką schodową. Jedynymi elementami dekoracyjnymi budynku są balustrady balkonowe oraz balustrada klatki schodowej.

## Historia
Został ze zbudowany w Belgii, a następnie rozłożony i postawiony w Mozambiku 1892 roku. Powstał jako siedziba dla generalnego gubernatora Mozambiku. Projekt tego budynku przypisuję się Gustave Eiffelowi, jednak nie jest to w pełni potwierdzone.
W 1972 roku została przeniesiona w inne miejsce niż została wybudowana.